# Barczatka osinówka
Barczatka osinówka  (Poecilocampa populi) – motyl nocny z rodziny barczatkowatych. Gatunek pospolity.

## Wygląd
Ciało gęsto owłosione, masywne. Ubarwienie motyla szaro-czarne, z mało widocznym deseniem przepaskowym. Rozpiętość skrzydeł 30–45 mm. Skrzydła szaro-czarne, lekko przeświecające z wąską, jasnożółtą przepaską. Na skrzydle przednim brunatne pole nasadowe, oddzielone od pola środkowego jaśniejszą przepaską oraz jasną przepaską zewnętrzną. Na skrzydle tylnym w poprzek skrzydła przebiega jasna przepaska. Strzępina obu par skrzydeł brunatna z jasnymi plamkami na zakończeniach żyłek. Przepaski wyraźne. Pola skrzydeł rozdzielone przepaskami coraz bardziej rozjaśnione w stronę brzegu skrzydeł. Zewnętrzny brzeg obu par skrzydeł lekko falisty. Gatunek cechuje dymorfizm płciowy, samice są większe od samców i charakteryzują się mniejszymi wyrostkami na czułkach. Osobniki dorosłe żyją krótko. Gąsienice ciemnooliwkowe, nie za mocno owłosione z jasnymi plamkami po grzbietowej stronie segmentów ciała, żywią się liśćmi i pączkami drzew, wyrządzając nieraz znaczne szkody. Gąsienice przepoczwarczają się w oprzędzie z ziemi i piasku.
Okres lotu
Motyl pojawia się późną jesienią, na przełomie października i listopada, głównie w lasach liściastych oraz sadach.
Rozród
Wydaje jedno pokolenie rocznie. Samica składa jaja późną jesienią, które zimują. Wiosną wylęgają się gąsienice. Larwy rozwijają się od czerwca do drugiej połowy lata i następnie udają się na przepoczwarczenie, które następuje w kokonach na powierzchni gleby poczwarka przeobraża się w imago późną jesienią. Larwy żarłoczne.
Biotop
Gatunek preferujący zbiorowiska, bogate w drzewa stanowiące pokarm gąsienicy, sady, parki, lasy liściaste i mieszane.

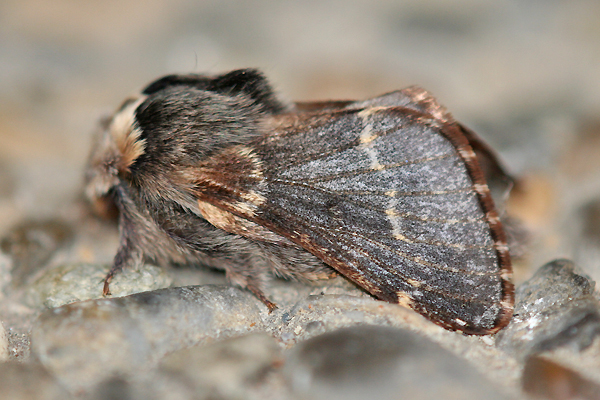
Poecilocampa populi, ♂
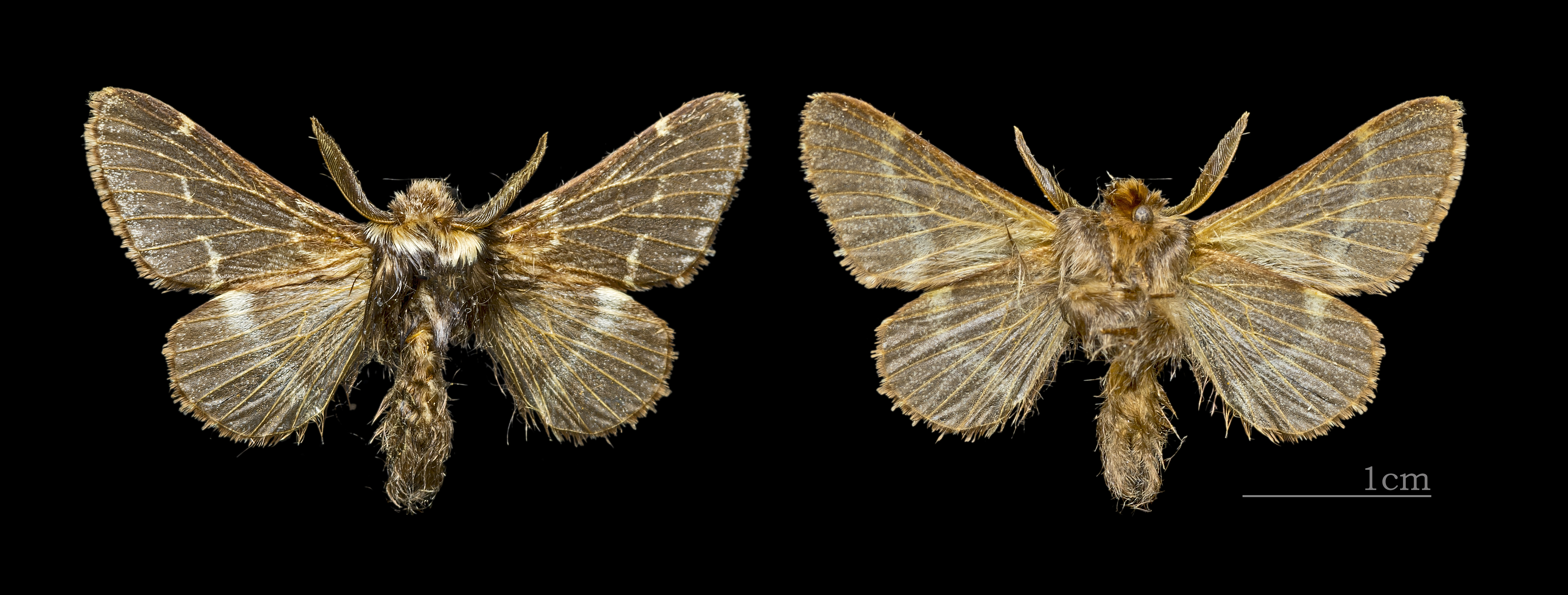
Barczatka osinówka, ♂
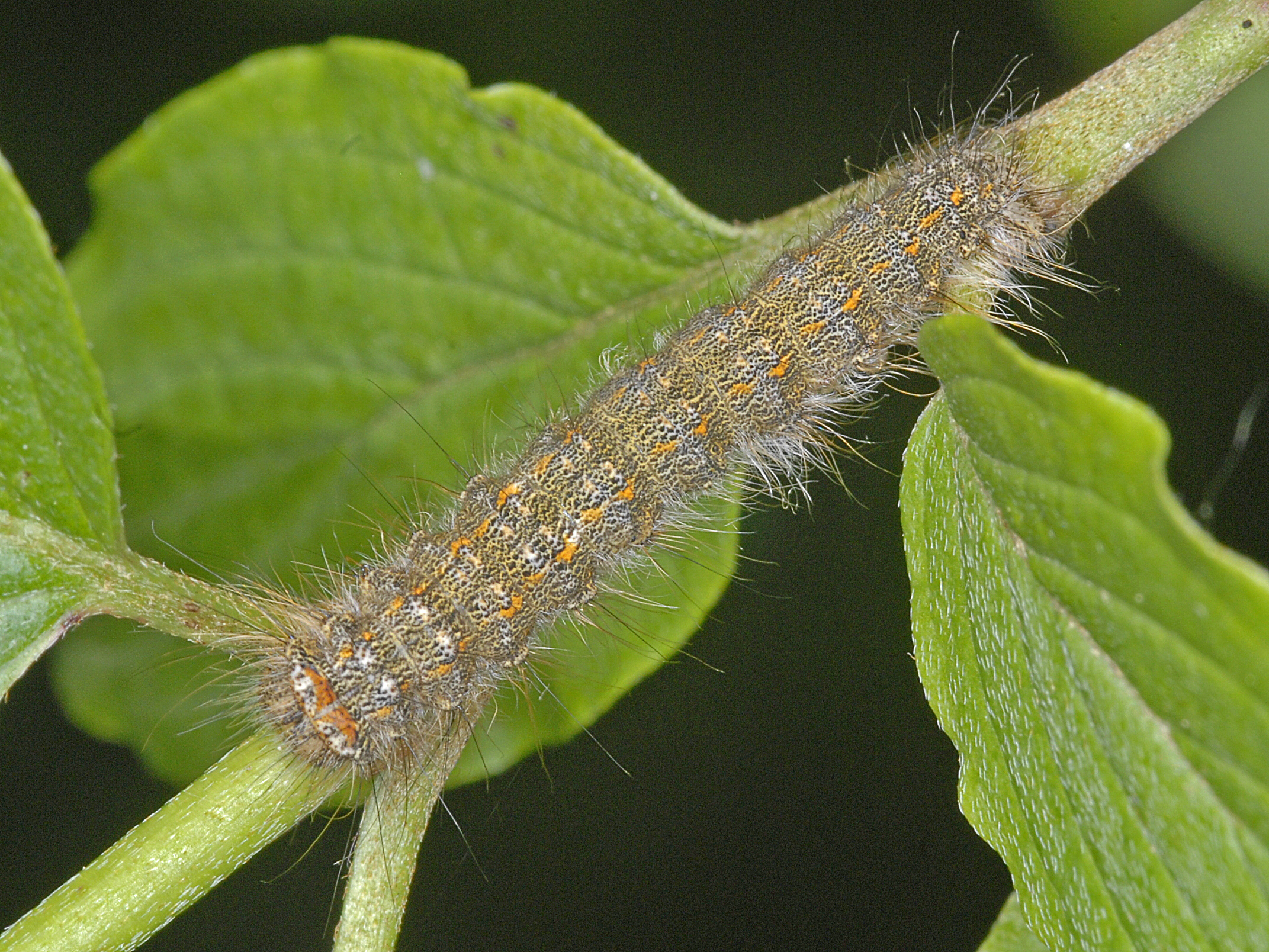
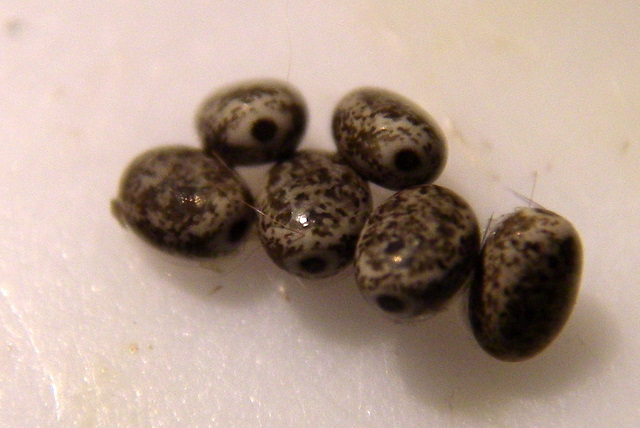

## Zasięg występowania
Gatunek rozmieszczony w całej Europie od Półwyspu Iberyjskiego po Ural. W Polsce gatunek występuje na całym obszarze kraju.

## Rośliny żywicielskie
podstawowe
Gąsienice odżywiają się liśćmi: topoli (Populus), wierzby (Salix), brzózy (Betula), dąb (Quercus) i drzew owocowych – jabłoni i grusz.

## Ochrona
Gatunek niechroniony.